# 劳里湖 (阿曼)
劳里湖（阿拉伯语：‎，羅馬化：Khawr Rawrī）是代爾巴特乾河的河口湾，位于阿曼佐法尔省塔盖附近。劳里湖是间歇性封闭/开放的湖泊/潟湖，与阿拉伯海之间隔着一道沙坝，水位高时湖海之间会出现临时的浅窄水道。劳里湖是阿拉伯半岛重要的鸟类繁育场所， 在古代也是重要的乳香贸易海港。 《爱利脱利亚海周航记》记载的摩斯卡港湾（意思可能是“嫩芽港湾”，或许指这里曾经存在的红树林）可能就是劳里湖。
劳里湖最有名的是东岸的苏姆胡拉姆（Sumhuram）港口城堡遗址。这座古城可能就是托勒密《地理学指南》提到的深渊之城。古城建立于公元前3世纪，最初属于哈德拉毛王国的东部边地，后来又划入希木叶尔王国的势力范围， 最后由于沙坝封闭了劳里湖的入海口而在5世纪没落。2000年，古城遗址作为乳香之地四处遗迹之一成为联合国教科文组织世界遗产。
劳里湖入海口两侧各有一座方山，西侧为塔盖岬（阿拉伯语：‎，羅馬化：Inqiṭāʿat Ṭāqah），东侧为米尔巴特岬（阿拉伯语：‎，羅馬化：Inqiṭāʿat Mirbāṭ）。这两座方山上也有古代遗迹。米尔巴特岬遗址又称东哈姆尔（阿拉伯语：‎，羅馬化：Al-Ḥamr al-Sharqiyah）遗址。

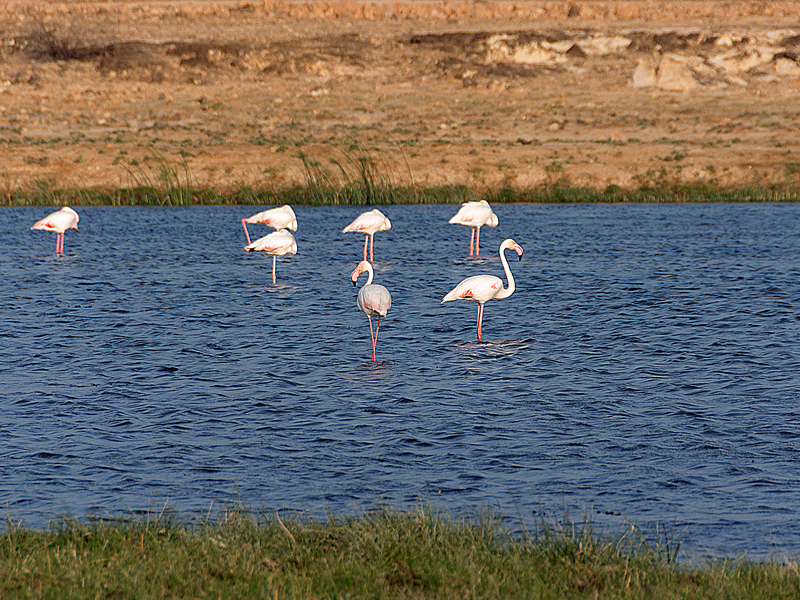
劳里湖中的大红鹳
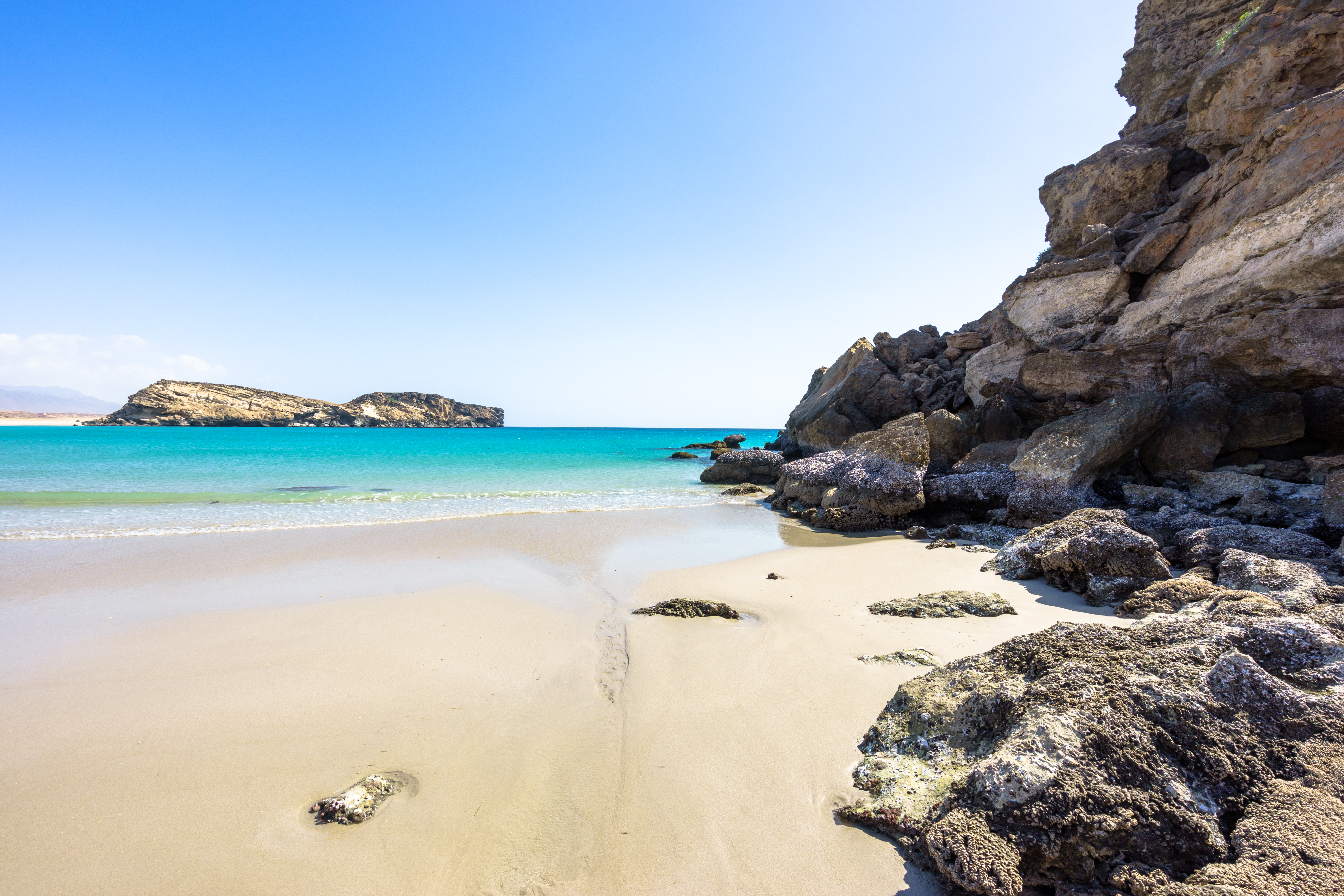
劳里湖与阿拉伯海（远处）之间的干涸水道
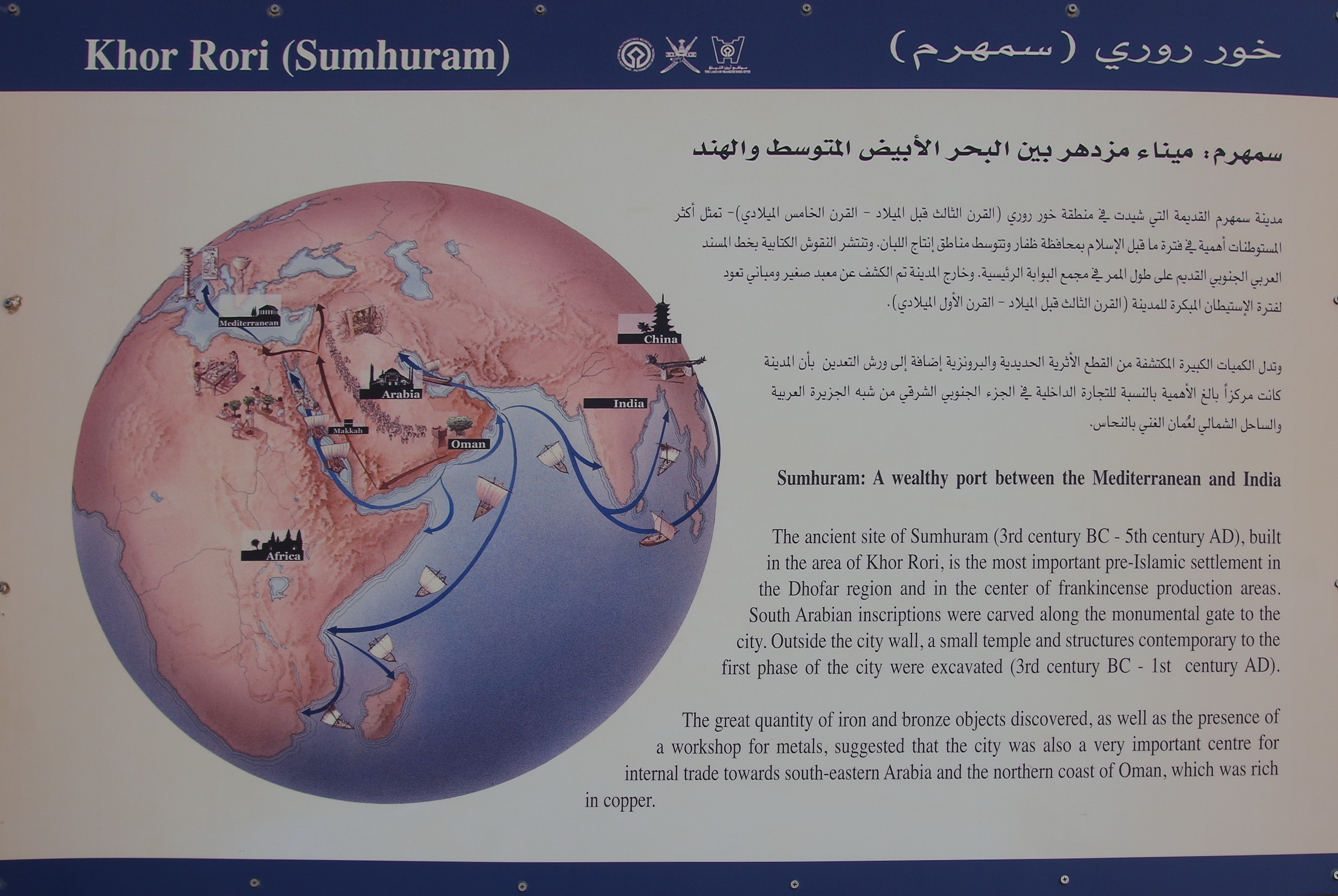
苏姆胡拉姆解说牌
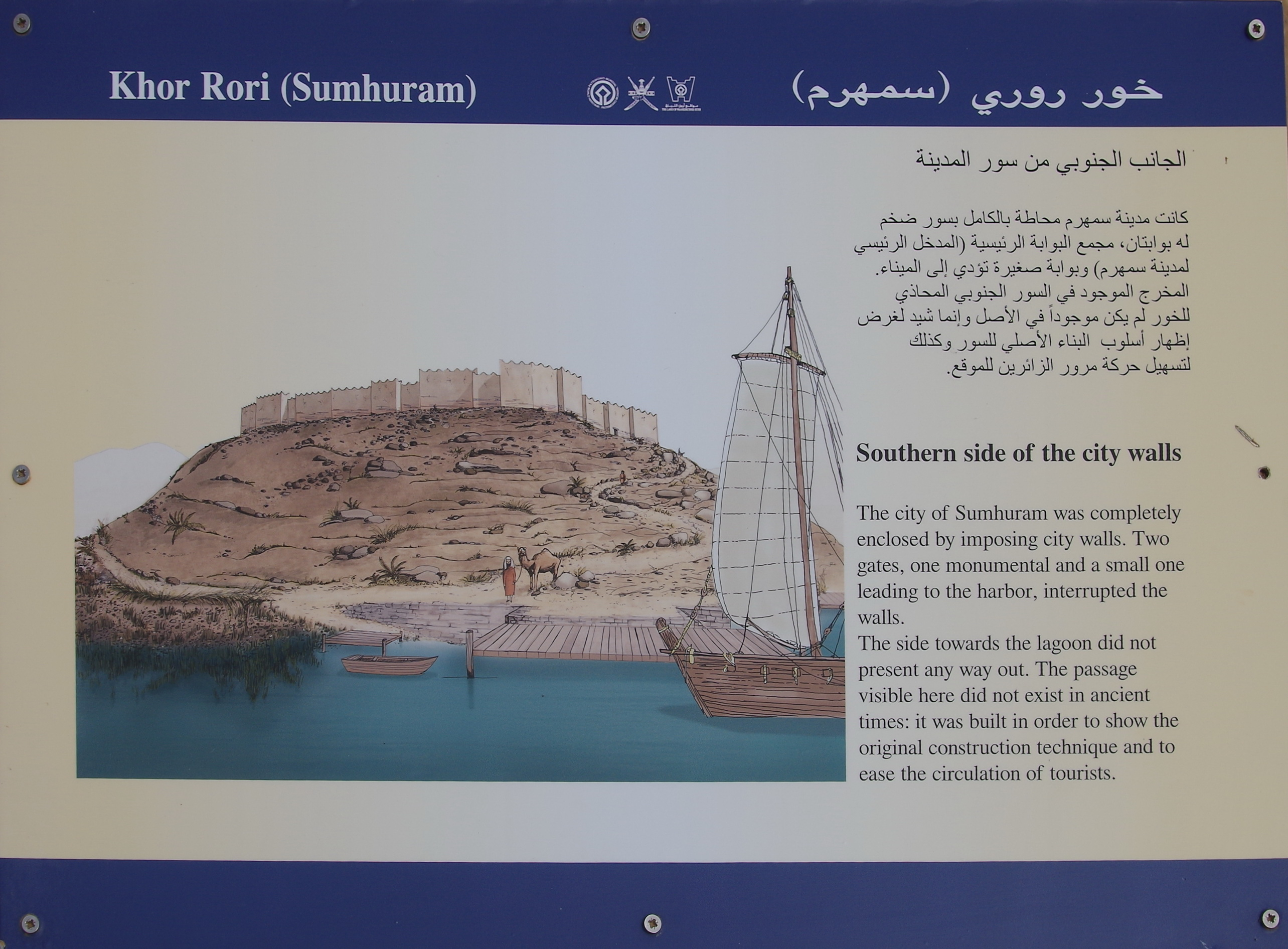
苏姆胡拉姆解说牌
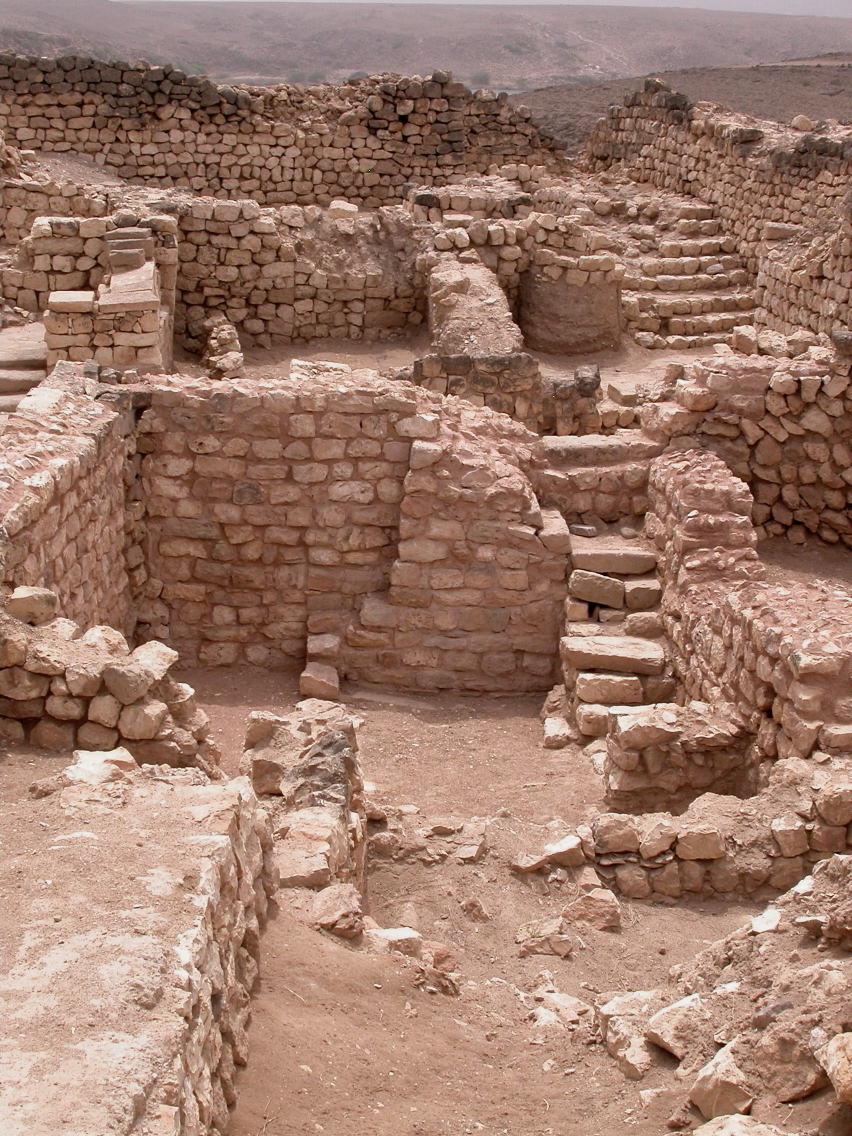
苏姆胡拉姆遗址
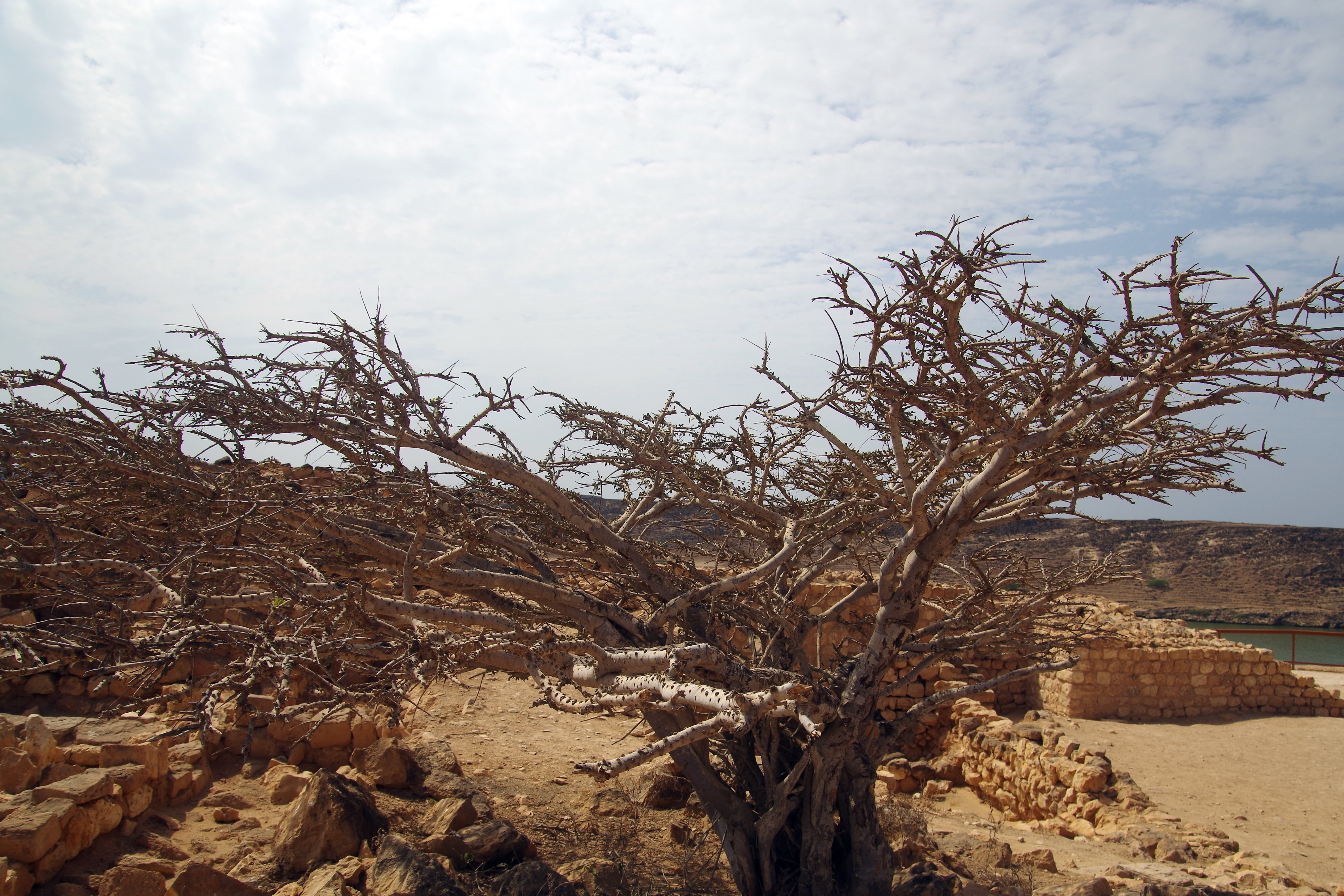
苏姆胡拉姆的乳香树